# Epicon
Albums de Globus
Break from this World
Epicon est le premier album de Globus et a été commercialisé en Grande-Bretagne en 2006. L’album a ensuite été commercialisé aux États-Unis en août 2008. Le DVD Live at Wembley a été en vente le 29 juillet 2008.
La musique de Globus a eu un grand succès en Grande-Bretagne[réf. nécessaire]. Aux États-Unis, le titre phare de l’album, Orchard of Mines, a été dans le Billboard Hot 100 pour plus de neuf semaines d’affilées.

## Liste des pistes et pistes originales
1. Preliator - Piste originale Lacrimosa
2. Mighty Rivers Run - Piste originale Where Mighty Rivers Run
3. Prelude (On Earth As In Heaven) - Piste originale Prelude
4. Spiritus Khayyam - Piste originale Spiritus Sancte et Spiritus Elektros
5. La Coronacion - Piste originale Coronation
6. Europa - Piste originale Electric Romeo
7. Diem Ex Dei - Piste originale Lucius Dei
8. Orchard Of Mines - Piste originale Serenata
9. Crusaders Of The Light - Piste originale Crusade
10. Madre Terra - Piste originale Holy
11. Illumination - Piste originale Euphrates
12. Take Me Away - Piste originale Armed by Faith
13. Sarabande Suite (Aeternae)  - Piste originale Angel Terreste, Redeemer et Strength and Honor
14. Porque Te Vas (Globus Version)  - Jose Luis Perales

## Personnes ayant participé
Mark Richardson de Feeder est batteur, de même que Gregg Bissonette, tandis que Matt Bissonette, le frère de ce dernier, est à la guitare basse.
Anneke van Giersbergen, qui a chanté lors de concerts avec Within Temptation, est la chanteuse de Mighty Rivers Run et Diem Ex Dei.